# Göteborgs byvåben
Göteborgs byvåben indeholder billeder fra Sveriges store rigsvåben og skal symbolisere at byen er Sveriges værn mod vest. Løven er hentet fra Folkungaslægtens våben, som i 1600-tallet betragtedes som Götalands våben (deraf udtrykket "Göta lejon") og det holder våbnet for Sverige, de tre kroner, og forsvarer dette med et sværd. Den ældste beskrivelse af våbenet forekommer i et privilegiebrev fra 1607.
Løven i Göteborgs våben er vendt til heraldisk venstre. Dette beroede oprindelig nok på en ren fejltagelse, men på grund af dens lange tradition har løven beholdt denne position. En venstrevendt figur opfattes gerne som flygtende, mens en højrevendt figur angriber. Den venstrevendte version blev endeligt godkendt af kongen i 1952 på trods af indsigelser fra Riksheraldikerämbetet.
Den 6. maj 1737 skriver Lars Salvius på vegne af magistraten om Göteborgs våben: "Stadens Insigne, är en blå Schöld, med 3ne wita Strömmar, hwaruti ett förgylt lejon med Crona på Hufwudet uprätt står, hållandes med högra foten ett Swärd, och med den wänstra en Schöld, hwaruti 3 Cronor stå."

## Blasonering
Blasonering: I blått fält tre av vågskuror bildade ginbalkar av silver, överlagda med ett vänstervänt, gyllene, med sluten krona krönt lejon med svansen kluven och tunga, tänder och klor röda, svingande med högra framtassen ett gyllene svärd och hållande i den vänstra en blå sköld, vari tre gyllene kronor, ordnade två och en.

## Eksterne links
- Göteborgs by: Stadsvapnets historia
- Göteborgs bys designprogram Arkiveret 15. februar 2016 hos  Wayback Machine - om den tolkning af våbnet som kommunen anvender, med mere.